# Eolci
Eolci (grško Αἰολεῖς, latinizirano: Aioleís) so bili eno od štirih glavnih staroveških grških plemen. Druga tri so bila Ahajci, Dorci in Jonci.

## Ime
Ime so dobili po svojem mitskem predniku Eolu, sinu Helena, mitskega patriarha grškega naroda. Ime pravzaprav izvira iz grškega izraza aiolos (αίολος), ki pomeni hitro premikanje. Narečje stare grščine, ki so ga govorili, se imenuje eolsko narečje.

## Zgodovina
Eolci izvirajo iz Tesalije, katere del se je imenoval Eolis. V zgodnji zgodovini se omenjajo kot najštevilčnejše grško pleme. Beotijce, podskupino Eolcev, so Tesalci pregnali iz Tesalije in se sami preselili v Beotiji. Eolska ljudstva so bila razširjena tudi v več drugih delih Grčije, kot so Etolija, Lokrida, Korint, Elida in Mesenija. Med invazijo Dorcev so Eolci iz Tesalije bežali čez Egejsko morje na otok Lezbos in regijo Eolis v Mali Aziji, imenovano po njih.

## Zgodnji zapisi
Po Herodotu so se Eolci pred tem imenovali Pelazgi.